# Domine salvum fac regem

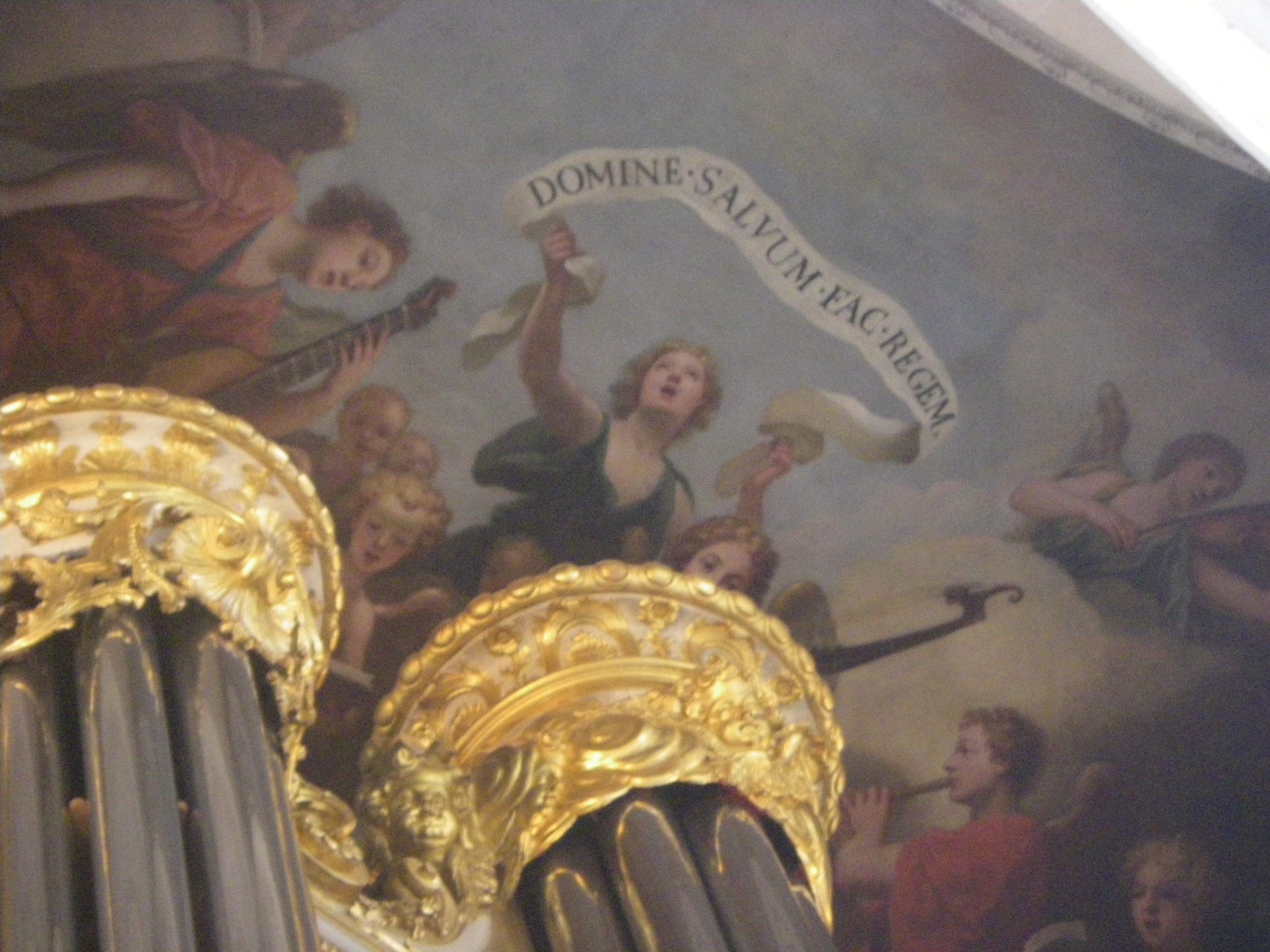
„Domine salvum fac regem.“ Motiv z žalmu 20 použitý na výzdobě královské kaple ve Versailleském zámku

Domine salvum fac regem (Hospodine, ochraňuj krále) je moteto, které v období starého režimu ve Francii sloužilo de facto jako královská hymna. Text pochází ze žalmu 20.

## Historie
Přestože byl text, vycházející z posledního odstavce žalmu 20 užíván v souvislosti s francouzském králem již ve středověku, první moteto zkomponoval v roce 1515 Jean Mouton pro korunovaci krále Františka I.
Domine salvum fac regem bylo zpíváno po Ite, missa est při každé mši svaté ve versailleské kapli.

## Zhudebnění
Zejména v období velkého století zkomponovali moteto pro versailleskou kapli Jean-Baptiste Lully, Marin Marais, François Couperin, Henry Desmarest, Michel-Richard de Lalande, Louis-Nicolas Clérambault.
Marc-Antoine Charpentier zhudebnil text dvacetčtyřikrát (H281 - H305).

## Text
| Latinsky Domine salvum fac regem et exaudi nos in die qua invocaverimus te. Gloria Patri et Filio, et Spiritui Sancto. Sicut erat in principio et nunc et semper et in saecula saeculorum. Amen. |  | Česky Hospodine, dej vítězství králi, vyslyš nás, když k tobě voláme! Sláva Otci, i Synu, i svatému Duchu. Jako byla na počátku, i nyní i vždycky, až na věky věků. Amen. |

### Související čkánky
- Vive Henri IV.